# 1502 у науці
У 1502 році в науці й техніці відбулися такі важливі події.

## Відкриття
- 1 січня — португальські дослідники на чолі з Педру Алварішем Кабралом пливуть до затоки Гуанабара, Бразилія, помилково прийнявши її за гирло річки, яку вони назвали Ріо-де-Жанейро.
- 11 травня — Христофор Колумб вирушив з Кадіса, Іспанія, у свою четверту та останню подорож до Нового Світу.[1]
- 21 травня — португальський мореплавець Жуан да Нова відкриває незаселений острів Святої Єлени.[1]
- 14 серпня — Колумб висадився в Трухільйо та назвав країну «Гондурас».[1]
- 18 вересня — Колумб висадився в Коста-Риці.
- Амеріго Веспуччі, повернувшись до Лісабона з подорожі до Нового Світу, написав листа Mundus Novus Лоренцо Медічі, в якому зазначив, що Південна Америка має бути незалежним континентом.[1]
- Планісфера Кантіно — перша відома карта світу, що відображає португальські відкриття.

## Технології
- У Німеччині Петер Генляйн з Нюрнберга використовує залізні деталі та пружини для створення портативного годинника, першого «Нюрнберзького яйця».[1]

## Народились
- Педру Нуніш (помер 1578), португальський математик.
- приблизна дата – Хорхе Рейнель (помер після 1572), португальський картограф

## Померли
- П'єр Гарсі-Ферранд (нар. 1441), французький мореплавець і картограф.
- приблизна дата - Мігел Корте-Реал (нар. близько 1448), португальський дослідник.